# Anne de Koe

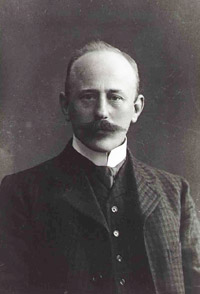
Anne de Koe

Anne de Koe, (Lemmer, 2 oktober 1866 - Lochem, 3 april 1941), was christenanarchist en directeur van de Rotterdamse Vereniging Ons Huis.
De Koe was de zoon van Hylke de Koe, kandidaat-notaris, en Reinschje Landmeter. Hij trouwde op 11 augustus 1896 met Allegonda Thieme, met wie hij drie dochters kreeg. Pieter Jelles Troelstra was een neef van Anne. Hun moeders waren zusjes met de achternaam Landmeter.
De eigenzinnige De Koe schreef zich tegen de wil van zijn ouders in 1889 als theologisch student te Leiden. Hij vond dat de tijd van het dogmatisch preken voorbij was en dat het tijd voor christelijke daden was. De dominees zouden na het volgen van vakken als sociologie en economie, als arbeider moeten werken. Ze zouden een sober leven moeten leiden, en solidair zijn met de arbeiders.
Nadat hij vier jaar als Nederlands-Hervormd predikant te Nieuwveen (Z.H.) gewerkt had, werd De Koe in 1898 benoemd in Den Helder. De Koe botste als anarcho-communist, tolstojaan en dus anti-militarist met de marinemensen. Het leidde ertoe dat hij zich in 1901 met zijn gezin aansloot bij de Internationale Broederschap, de kolonie van zijn vriend S.C. Kylstra te Blaricum.
In 1902 werd De Koe administrateur in de kolonie Walden van Frederik van Eeden. Hij voelde zich met name aangetrokken tot de ideeën van de Vereeniging Gemeenschappelijk Grondbezit (GGB). Toch kreeg hij ruzie met Van Eeden. Het vertrouwen en blijmoedig streven naar een christelijk eiland en de nuchtere werkelijkheid van het kolonieleven, leerde de deelnemers de beperkingen. In 1903 verliet het gezin Walden en woonde De Koe een tijdlang overspannen in Sexbierum bij zijn ouders.
Vervolgens verhuisde het gezin naar Bussum, waar De Koe rechten en staatsinrichting studeerde. In Bussum zat hij als Tolstojaan voor de SDAP in de gemeenteraad. In 1908 volgde zijn benoeming tot directeur van het pas geopende Ons Huis in Rotterdam. Daar hield hij zich bezig met het volkshuiswerk en de gemeenschapsvorming. Ook in Rotterdam werd hij raadslid voor de SDAP. De rechtlijnige De Koe botste hier vaak met anderen. In 1929 ging hij met vervroegd pensioen en vestigde zich te Lochem. Hoewel hij aan het eind van zijn leven flink moest lijden, weigerde hij de hulp van artsen.

## Publicaties
- Kristelik anarchisme' in: Vrede, 15.6.1898
- Afscheid van de kerk (Den Haag 1901)
- 'n Preek en wat er van kwam (Amsterdam 1899)
- 'Het doorgangshuis in het Gooi' in: Het Volk, 21.5.1903
- 'Rampzalig Walden' in: Het Volk, 27.5.1903

'Dus nog erger' in: Het Volk, 6.6.1903
- Doelen middelen van het volkshuiswerk. Inleiding (z.pl. circa 1913)
- 'Ons Huis en de Volksuniversiteit' in: Inleidingen gehouden op de conferentie voor volkshuiswerk in 'Ons Huis' (Rotterdam 1921)
- 'Een Engelsch-Duitsche vacantieschool' in: Volksontwikkeling, 1923; Oude Nederlandse volksdansen (Amsterdam, 1927-1929, l935-1955) met A. Sanson-Catz
- Problemen der vrije volksontwikkeling (Amersfoort 1929)
- 'In hoeverre eischt de politieke radicaliseering der grootstedelijke bevolking wijziging van de taak der volkshuizen?' in: Volksontwikkeling, 1933
- Psalmen, songen yn 'e Fryske tsjinst y 'e Himster tsjerke (Lochem 1933)
- 'Voorrede' in: W.C. Bijl e.a., Volksontwikkeling. Beginselen en practijk (Arnhem 1938)
- Bibliografie van en over A. de Koe in Provinciale Bibliotheek van Friesland (Leeuwarden) A 4145.